# 华东师范大学基础教育集团
华东师范大学基础教育集团，是华东师范大学指导的集团。该集团由基础教育发展指导委员会指导，理事成员单位包括教育部中学校长培训中心、教师教育学院、教师发展学院、华东师大二附中、华东师大出版社、基础教育与终身教育处、招生办、教务处、就业创业指导与服务中心、校友会、华师（上海）教育投资有限公司，其中前五家单位为核心理事单位。

## 成员学校
- 华东师范大学第一附属中学
- 华东师范大学第二附属中学
- 华东师范大学附属幼儿园
- 华东师范大学附属小学
- 华东师范大学第四附属中学
- 华东师范大学附属外国语实验学校
- 华东师范大学附属紫竹幼儿园
- 华东师范大学附属紫竹小学
- 华东师范大学第二附属中学附属初级中学
- 上海民办华二浦东实验学校
- 上海民办华东师大二附中紫竹双语学校
- 上海民办华二初级中学
- 华东师范大学第二附属中学乐东黄流中学
- 华东师范大学附属海宁市高级中学
- 华东师范大学宁波艺术实验学校
- 华东师范大学附属双语学校
- 华东师范大学芜湖外国语学校
- 华东师范大学附属杭州学校
- 华东师范大学附属台州学校
- 华东师范大学盐城实验中学
- 华东师范大学附属中旭科创学校
- 华东师范大学济南实验学校